# アルファレトロウイルス属
アルファレトロウイルス属(Genus Alpharetrovirus)とはレトロウイルス科の1属。アルファレトロウイルス属は形態学的にC型粒子に分類される。
アルファレトロウイルス属のウイルスは野生鳥類や家禽、ラットに肉腫やその他の腫瘍、貧血を引き起こすことがある。
アルファヘルペスウイルス属にはラウス肉腫ウイルス、鳥白血病ウイルス、鶏骨髄芽球症ウイルスなどが属する。
タイプ種は鳥白血病ウイルス。